# Chaetostomella stigmataspis
Chaetostomella stigmataspis är en tvåvingeart som först beskrevs av Christian Rudolph Wilhelm Wiedemann 1830.  Chaetostomella stigmataspis ingår i släktet Chaetostomella och familjen borrflugor. Inga underarter finns listade i Catalogue of Life.